# The Collection (2012)
The Collection is een Amerikaanse thriller-horrorfilm uit 2012 onder regie van Marcus Dunstan. Hij schreef het verhaal samen met Patrick Melton. The Collection is het vervolg op The Collector uit 2009, gemaakt door dezelfde regisseur, schrijvers en producenten. Acteur Josh Stewart keert terug als hoofdpersonage Arkin O'Brien.

## Verhaal
Een nieuwsprogramma op televisie zendt een item uit over een ongekend actieve en brute seriemoordenaar die het land terroriseert. Hij heeft geen vaste modus operandi of voorkeur voor mannen, vrouwen of kinderen. Letterlijk iedereen loopt het risico zijn volgende doelwit te worden. Naast alle al aan hem toegeschreven slachtoffers, zijn er meer dan vijftig mensen vermist die mogelijk ook in zijn handen zijn gevallen. Daarbij is bekend dat de seriemoordenaar altijd één persoon in leven houdt.
Tegen de wil van haar beschermende vader sluipt Elena Peters het huis uit om met haar vriendin Missy Solomon en diens jongere broer Josh naar een geheim, exclusief feest te gaan. Op de afgeladen dansvloer ziet Elena haar vriend Brian, die haar bedriegt met een ander meisje. Ze loopt overstuur weg naar een andere ruimte. Hier ziet ze een rode hutkoffer waarin ze iemand hoort bewegen. Zodra Elena deze van het slot haalt, duikt Arkin O'Brien eruit. Hij is bedekt met bloed en sleurt haar direct mee naar de grond. Hiermee voorkomt hij dat ze wordt doorboord door een metalen pijl, die door het openen van de koffer automatisch werd afgeschoten.
De pijl zet een serie boobytraps in werking in het gebouw. Nadat alle uitgangen worden afgesloten door metalen hekken, komt er in de danshal een draaiende maaidorser ter breedte van de hele ruimte naar beneden. Honderden aanwezigen kunnen geen kant uit en worden aan stukken gereten. Een van de mensen die de hal weten te bereiken, raakt daar een draad. Deze zet een tweede mechanisme in werking. Dit vuurt talloze zwaarden op borst- en hoofdhoogte van de gevluchte massa af. Het marginale groepje dat ook hieraan ontsnapt, raakt door valhekken opgesloten in een derde ruimte. Het plafond hiervan komt vervolgens langzaam naar beneden en vermorzelt de slachtoffers. De toegesnelde Elena ziet machteloos toe hoe ook Missy zo sterft. Arkin spoort Elena aan om mee te komen, maar ziet de gemaskerde moordenaar vrijwel meteen daarna opduiken om haar vast te grijpen. Arkin houdt een gedode man voor zich als schild en springt door het raam, naar beneden. Hierbij breekt hij zijn arm, maar zijn vluchtpoging slaagt. De moordenaar neemt Elena mee en sluit haar op in de rode hutkoffer.
Arkin heeft een verleden als inbreker en wordt daarom in het ziekenhuis vastgeketend aan zijn bed. De politieagent die hem bewaakt is niettemin bereid even een andere kant op te kijken wanneer een man genaamd Lucello Arkin opzoekt. Hij blijkt te werken voor Elena's vader. Lucello wil dat Arkin hem aanwijst waar hij werd vastgehouden. Hij zal dan met een team huurlingen Elena uit handen van de seriemoordenaar bevrijden. Arkin heeft vanaf het moment dat hij werd ontvoerd een serie tekens in zijn arm gekerfd waarmee hij precies de weg kan vinden naar de gewraakte locatie. Hij is bereid deze aan te wijzen, maar wil het gebouw zelf nooit meer betreden. Lucello gaat hiermee akkoord. De politie legt hem geen strobreed in de weg wanneer hij Arkin meeneemt uit het ziekenhuis.
Arkin leidt Lucello en zijn team naar een verlaten hotel vol met dodelijke boobytraps. Daar wordt hij onder schot genomen en gedwongen toch mee naar binnen te gaan, als gids. Elena ontsnapt intussen uit de hutkoffer door met een deel van haar beha te slot te forceren. Arkin, Lucello en zijn team worden in de hal belaagd door verminkte, maar nog levende slachtoffers van de seriemoordenaar. Deze zijn met grote hoeveelheden drugs tot waanzin gedreven. Arkin maakt van de gelegenheid gebruik om aan de aandacht van Lucello en zijn mensen te ontsnappen. Terwijl die met zijn huurlingen verder zoekt naar Elena, proberen zij en Arkin ieder voor zich te ontkomen uit het hotel. De seriemoordenaar blijkt dit te gebruiken als werkplaats en tentoonstellingsruimte. Hij experimenteert op de lichamen van levende mensen en gebruikt delen van zijn slachtoffers om sculpturen te maken in de vorm van insecten.

## Rolverdeling
| - Josh Stewart - Arkin O'Brien - Emma Fitzpatrick - Elena Peters - Christopher McDonald - Mr. Peters - Lee Tergesen - Lucello - Tim Griffin - Dre - Andre Royo - Wally - Randall Archer - 'The Collector' - Shannon Kane - Paz - Brandon Molale - Lin | - Erin Way - Abby - Johanna Braddy - Missy Solomon - Michael Nardelli - Josh Solomon - Will Peltz - Brian - Daniel Sharman - Basil - Justin Mortelliti - Zack - Navi Rawat - Lisa - Courtney Lauren Cummings - Elena (jongere versie) - Laura Marion - Cheryl |